# 章伯斯
奥斯瓦尔德·章伯斯（英語：Oswald Chambers；1874年7月24日—1917年11月15日）是20世纪早期的蘇格蘭浸信会和聖潔運動传播者和老师，以成为基督教青年會（YMCA）的牧师和撰寫《竭誠為主》一书而闻名。

## 青年与教育
章伯斯生于蘇格蘭鴨巴甸。1876年，章伯斯与家人搬到特倫特河畔斯托克。其父克拉伦斯·章伯斯（Clarence Chambers）成为了北斯塔福德郡浸信会的传教士，之後返回珀斯，最中于1889年到达伦敦 ，並被任命为浸信会全面禁欲协会秘书。16岁的章伯斯受洗，成为黑麦巷浸信会教堂（Rye Lane Baptist Chapel）的成员。年僅十餘歲時，張伯斯便積極參與向当地旅馆穷人传福音的活動，並因其深厚的灵性而闻名。同时，章伯斯展示了音乐和艺术方面的天赋。
从1893年到1895年，章伯斯就讀於英国国家艺术训练学校（现为皇家艺术学院）就讀，并获得了进修奖学金，但他婉拒了該機會。隨後兩年，他在爱丁堡大学继续他的艺术研究，同时受到自由圣乔治教堂 （页面存档备份，存于）牧师亚历山大·怀特（Alexander Whyte）传道的极大影响。在爱丁堡时，他因受到感召而成為事工，進入了由邓肯·麦格雷戈（Duncan MacGregor）牧师在格拉斯哥附近成立的杜恩学院（Dunoon College），該院為一所小型神学训练学校。章伯斯很快就開始在学校裡教课，并在1898年麦格雷戈受伤时接管了大部分行政工作。

## 聖潔運動
在任教期间，章伯斯受到著名大律师兼五旬节祈祷联盟（Pentecostal League of Prayer）的创始人理查德·哈里斯的影响。1905年，《读者》杂志将章伯斯介绍为「杰出力量的新演说家」。也因為這個聯盟，章伯斯遇到了日本的聖潔運動传道士中田重治，其激起了章伯斯对世界布道的兴趣。1906年，中田和章伯斯经美国往日本。1907年，章伯斯在辛辛那提的上帝圣经学校教了一學期書後，就前往日本与遠東傳教會创始人查尔斯·考門和考門夫人一起工作了幾個月。
章伯斯于1907年底回到英国，发现聖潔運動被說方言运动的支持和反对者所分裂。章伯斯并不反对說方言词汇，但批评那些怀疑圣灵洗礼的人。
1908年，章伯斯又回美国，结识了朋友的女儿格特鲁德·霍布斯（Gertrude Hobbs），章伯斯亲切地称她为比迪（Biddy）。他们于1910年5月结婚。在他们结婚之前，章伯斯就考虑过在这关系中，比迪可以抄写并将讲道和课程以书面形式录入，她每分钟可以写250个单词速记。1913年5月24日，比迪诞下了他们唯一的女兒凯瑟琳。

## 圣经培训学院
1911年，章伯斯在克拉珀姆公地成立了圣经培训学院，并担任该学院的校长。章伯斯不仅接待了各个年龄、学历和班级的学生，而且还接待了任何有需要的人，认为他应该「给予所有有需要的人，不管有什么人，都给他钱、大衣或一顿饭」。在1911年到1915年之间，有106名在校学生在圣经培训学院就读，到1915年7月，已有40名学生担任传教士。

## 基督教青年會（YMCA）牧师
1915年，第一次世界大战爆发一年后，章伯斯暂停学校的运作和应聘为基督教青年會（YMCA）的牧师。他被分配到埃及開羅，在那里他于澳新军团服务，后来参加了加里波利之战。章伯斯提出了一个由军队和基督教青年會共同建立的社会服务机构，为开罗的妓院提供了有益的替代选择。当他告诉一群基督教青年會的士兵他决定放弃音乐会和电影而去上圣经课时，章伯斯预测士兵会从他的小木屋中外逃。但他没有考虑到他的讲话才华以及他对人真正的关心。不久，他的小木屋挤满了数百名士兵，他们专心地听着诸如「祈祷的好处是什么？」之类的信息。一个士兵说：「我不能全面的貢獻教會。」章伯斯回答：「我也不能。」
他的基督教青年會上司决定出售茶和蛋糕，但章伯斯反对，從而激怒上司。不久，章伯斯製作了一个捐款箱，给士兵捐款貢獻，但拒绝士兵支付茶和蛋糕的费用。

## 離世歸主
1917年10月17日，章伯斯患上了闌尾炎，但他由于战役中受伤的人需要床铺而拒绝去医院。10月29日，一名外科医生为他进行了紧急手术，但他于1917年11月15日死于肺出血。他被光荣埋葬于开罗。

## 出版书籍
章伯斯去世之前，已校对了他的第一本书《为更好的战斗而困惑》的手稿，这书名是从羅勃特·白朗寧的一本书中摘得的。
在章伯斯一生中，其妻子比迪用速记形式记录了他在讲道中，对学生和士兵灵修的内容。他於1917年死後，其遺孀编辑她的笔记，为他出版了三十本書籍和文章。 
當中最受欢迎的是《竭誠為主》，这是一本基督教灵修书，是章伯斯每日对学生和士兵讲道的演講集。书名摘自他的一篇讲道：「尽我竭誠為主的努力，就把一切考虑都摆在主面前」（Shut out every consideration and keep yourself before God for this one thing only- My Utmost for His Highest）。該书被认为是有史以来最受欢迎的宗教书籍之一 ，启发了总统乔治·沃克·布什（George W. Bush）等人。該書已翻译成39种语言，而且从未绝版。該書细分为366个部分，每篇約500字，旨在每年的每一天為启发而阅读。灵修内容涵盖了一系列主题，从祈祷内容到对日常生活的反思等。該书为其遺孀比迪与牛津的奥尔登（Alden）一起出版的。

## 以其命名的事物
由香港基督教青年會創立的港青基信書院的Chambers House，是為紀念章伯斯而命名，以表彰他在第一次世界大戰期間作為基督教青年會牧師的貢獻。

## 传记
- McCasland, David. . Grand Rapids, Michigan: Discovery House Publishers. 1993. ISBN 1-57293-050-0.